# Goshen (Californië)
Goshen is een plaats (census-designated place) in de Amerikaanse staat Californië, en valt bestuurlijk gezien onder Tulare County.

## Demografie
Bij de volkstelling in 2000 werd het aantal inwoners vastgesteld op 2394.

## Geografie
Volgens het United States Census Bureau beslaat de plaats een oppervlakte van
4,6 km², geheel bestaande uit land. Goshen ligt op ongeveer 90 m boven zeeniveau.

## Plaatsen in de nabije omgeving
De onderstaande figuur toont nabijgelegen plaatsen in een straal van 24 km rond Goshen.